# Santiago Ciganda
Santiago Ciganda, vollständiger Name Santiago Ciganda Forni, (* 16. Januar 1994 in Montevideo) ist ein uruguayischer Fußballspieler.

## Karriere
Der 1,80 Meter große Offensivakteur Ciganda spielte im Jugendfußball zunächst 2011 bei Nacional Montevideo in der Quinta División. In den beiden Folgejahren war er bei den "Bolsos" in der Mannschaft der Cuarta División aktiv. 2013 wechselte er innerhalb der Stadt zu River Plate Montevideo und gehörte dort in jenem Jahr zunächst den Teams in der Cuarta División (U19) und der Reserve (Formativas) in der Tercera División an. Für die Reserve spielte er auch über das Jahresende hinaus bis 2015. In der Erstligamannschaft debütierte er in der Apertura 2015 beim 4:0-Heimsieg gegen den Club Atlético Peñarol am 27. September 2015 in der Primera División, als er von Trainer Juan Ramón Carrasco in der 77. Spielminute für Martín Alaníz eingewechselt wurde. In der Saison 2015/16 bestritt er elf Erstligabegegnungen (ein Tor). Ende Juli 2016 wechselte er zum Zweitligisten Deportivo Maldonado. In der Spielzeit 2016 kam er dort sechsmal (zwei Tore) zum Einsatz.